# Arnoul Gréban

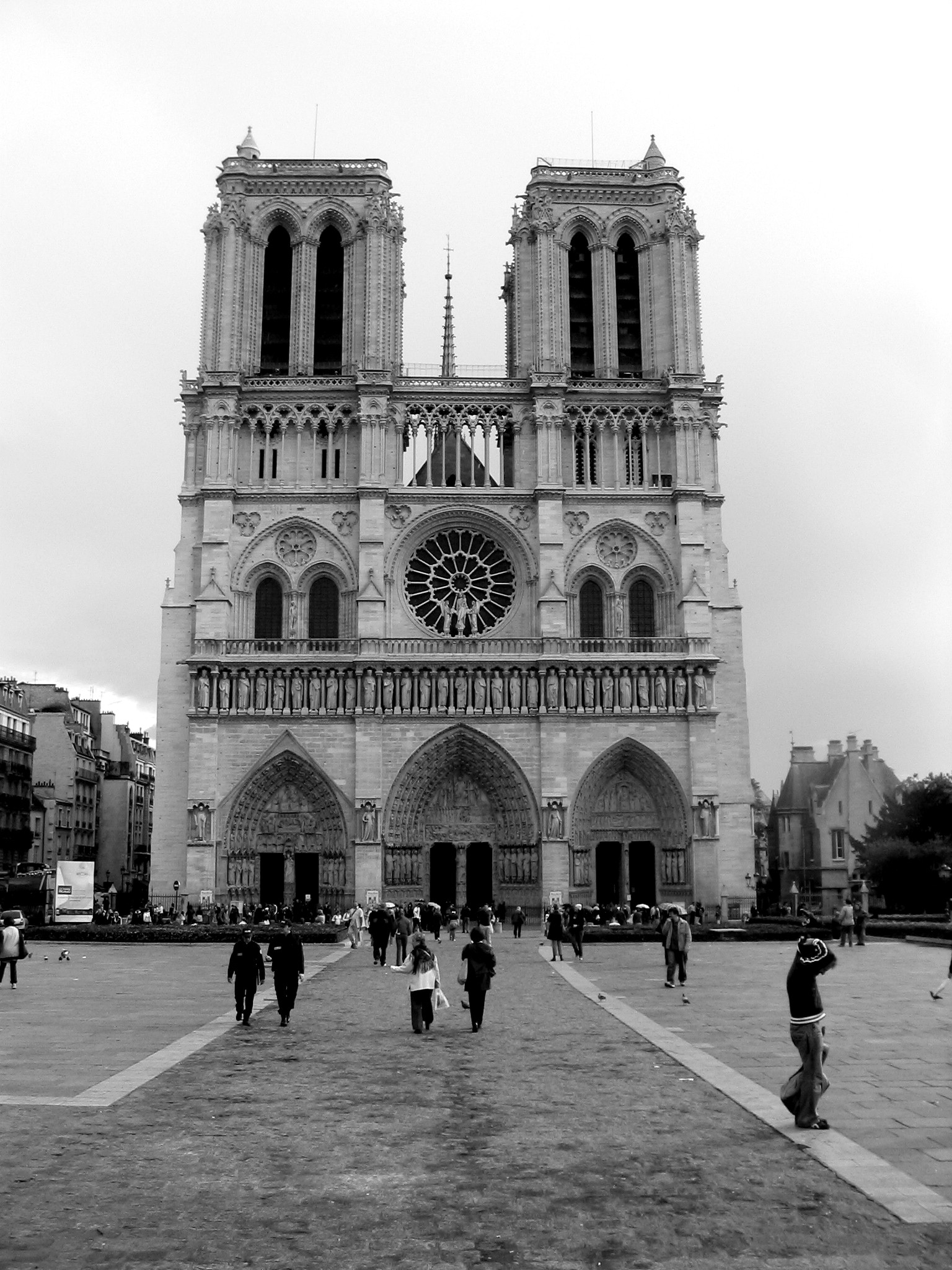
Cathédrale Notre-Dame de Paris.

Arnoul Gréban, né au Mans avant 1420, mort vers 1485, organiste de la cathédrale Notre-Dame de Paris, est l'auteur d'un Mystère de la Passion et avec son frère Simon Gréban du Mystère des Actes des Apôtres.

## Biographie
Il serait originaire du diocèse de Cambrai ; il a vécu en France et en Italie. Il était maître ès arts, bachelier de théologie en 1458 ; de 1451 à 1456, il est organiste, maître de grammaire et maître des enfants du chœur de Notre-Dame-de-Paris (maître des enfants chantant la partie aiguë dans le chœur, professionnel, composé d'hommes adultes). Il est ensuite au service de Charles, comte du Maine, jusqu'à la mort de ce dernier en 1473. Il part alors pour l'Italie, est chapelain de San Lorenzo à Florence en 1476 et s'occupe de musique à la cour des Médicis jusque vers 1485.